# Phaeographis hypoglaucoides
Phaeographis hypoglaucoides är en lavart som beskrevs av Kr. P. Singh & D. D. Awasthi. Phaeographis hypoglaucoides ingår i släktet Phaeographis och familjen Graphidaceae.   Inga underarter finns listade i Catalogue of Life.